# Vasaskőfalva község
Vasaskőfalva község (románul: Comuna Pietroasa) község Bihar megyében, Romániában. Központja Vasaskőfalva, beosztott falvai Biharmagura, Felsőkocsoba, Gurány, Kiskoh, Mocsest, Zsulest.

## Népessége
A 2011-es népszámlálás adatai alapján a község népessége 3209 fő volt.